# Rousseauxia gracilis
Rousseauxia gracilis är en tvåhjärtbladig växtart som beskrevs av Jacq.-fel.. Rousseauxia gracilis ingår i släktet Rousseauxia och familjen Melastomataceae.
Artens utbredningsområde är Madagaskar. Inga underarter finns listade i Catalogue of Life.